# Nanno Marinatos
Nanno Marinatos (Atene, 1950) è un'archeologa greca.
Figlia di Spyridōn Marinatos (con cui ha collaborato), ha effettuato studi classici ed archeologici negli Stati Uniti e si è laureata nel 1978 presso l'Università del Colorado a Boulder. Ha insegnato antichità classiche ed archeologia presso l'Oberline College in Ohio e alla stessa università del Colorado in Boulder.
I suoi interessi principali sono legati alla storia delle religioni antiche e alla società minoica negli ambiti relativi all'influenza della religione nei comportamenti della classe dominante, e dei culti religiosi in generale. Suoi contributi sono apparsi nelle principali riviste di filologia classica, antichistica e storia delle religioni (The American historical review, Numen, Classical Review, The Journal of Religion, Journal of Hellenic Studies, Classical Philology, Gnomon). 
È inoltre autrice delle guide turistiche relative a Lindos (1983), Akrotiri (1983) e Creta (1984) e di numerosi testi ad uso scolastico per circolazione interna nelle università.

## Opere principali
- Thucydides and Religion, Konigstein, Hain 1981
- Sanctuaries and Cults in the Aegean Bronze Age (con Robin Hägg) (Stockholm-Lund, Svenska institutet i Athen, 1981
- The Minoan Thalassocracy: Myth and Reality (con Robin Hägg), Stockholm-Göteborg, Svenska institutet i Athen, 1984
- Art and religion in Thera: reconstructing a Bronze Age society, Athens, D. & I. Mathioulakis, 1984
- Minoan sacrificial ritual: cult practice and symbolism , Stockholm, P. Åström, 1986.
- Minoan religion: ritual, image, and symbol, Columbia, University of South Carolina Press, 1993
- Greek sanctuaries: new approaches (con Robin Hägg), London-New York, Routledge, 1993
- The goddess and the warrior: the naked goddess and mistress of animals in early Greek religion, London-New York, Routledge, 2000
- Minoan kingship and the solar goddess: a Near Eastern koine, Urbana, University of Illinois Press, 2009